# 에드워드 프랭클랜드

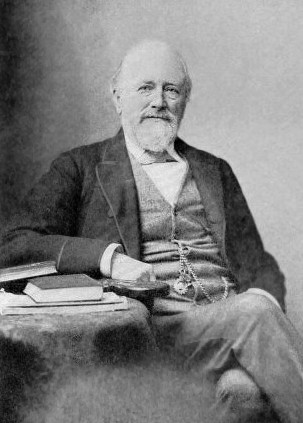
에드워드 프랭클랜드(1894년)

에드워드 프랭클랜드 경(Sir Edward Frankland, KCB, FRS, 1825년 1월 18일~1899년 8월 9일)은 영국의 화학자이다.
1863년 왕립 연구소 교수가 되었다. 노먼 로키어와 함께 원자가 이론을 내놓았으며, 1868년에는 태양 대기중에 헬륨이 있다는 사실을 발견하였다. 또한 공중위생 전문가이기도 하였다.

## 서훈
- 1897년 바스 훈장 2등급(KCB, 작위급 훈장)